# Calc
Calc é um software que possibilita a criação, edição e apresentação de planilhas eletrônicas. A Multiplataforma de código aberto, foi desenvolvida originalmente pela Star Division, posteriormente pela Sun Microsystems (como parte da suíte StarOffice) e atualmente (2011) pela The Document Foundation, como parte da suíte LibreOffice. Também é distribuído gratuitamente com as suítes OpenOffice.org e NeoOffice.
É um dos programas de escritório (Pacote Office) encontrados no LibreOffice, podemos compará-lo com o Microsoft Excel e o Planilhas Google.
Nessa planilha, o número limite de linhas é de 1 milhão por planilha e o número limite de colunas é de 1024 por planilha. Ou seja, infelizmente um pouco inferior ao limite do Microsoft Excel que é de 1.048.576 linhas por 16.384 colunas.
Sua característica mais marcante, que difere entre os demais programas de planilhas, é o sistema que define automaticamente as séries para representar gráficos com base na disposição dos dados do usuário. Também tem suporte à exportação de planilhas no formato PDF. O formato nativo é o ODF, porém pode ler e exportar planilhas do Microsoft Excel, desde as mais antigas versões até a mais atual, bem como o formato do Lotus 123. O Calc ainda lê formatos legados que não são mais suportados pelo Microsoft Excel a partir da versão 2007 SP1.
Em alguns casos, há falta de algum assistente para atender certas funções avançadas como cálculos estatísticos e análise de regressão polinômica, que só podem ser feitas por meio das funções e macros. As macros podem ser escritas nas linguagens Basic, JavaScript, Perl ou Python.